# Cucina zambiana

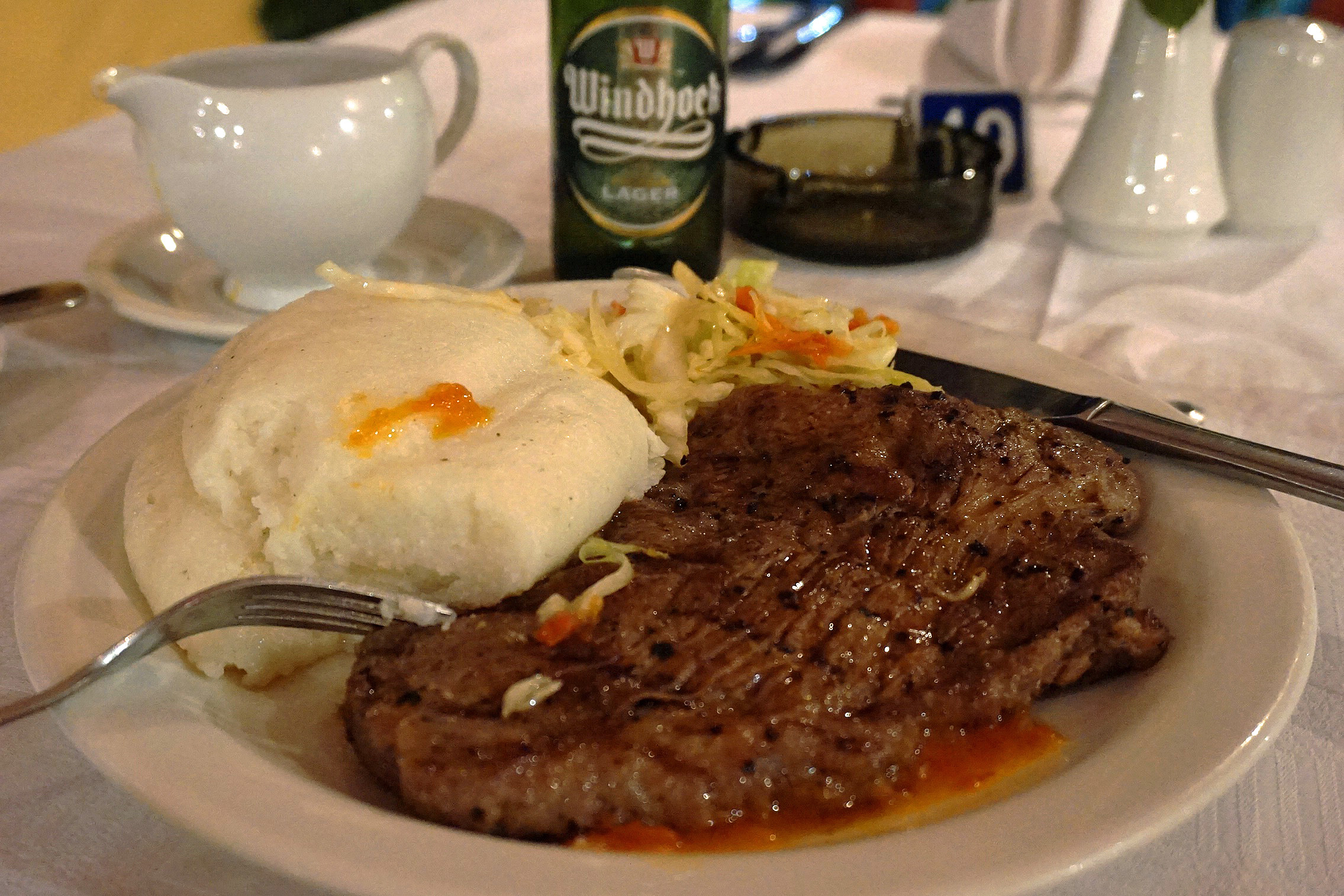
Nshima con carne di manzo (Proteas Hotel, Chingola, Zambia)

La cucina dello Zambia include i cibi e le pratiche culinarie dello Zambia. La cucina del Paese è largamente incentrata sull'ugali (chiamato anche nsima o nshima), cibo preparato con purè di mais bianco. Esso fa parte di quasi tutti i pasti consumati nello Zambia. Oltre all'ugali, la cucina zambiana include vari tipi di stufato, di verdure cotte e svariati tipi di birra. Vengono spesso consumati anche insetti e pesce essiccato.

## Cibi
L'alimento dominante nello Zambia è il mais. Il già citato ugali, o nshima, è in genere servito con dei condimenti, stufato di carne e verdure e viene consumato con le mani (preferibilmente la mano destra). Lo nshima viene mangiato comunemente sia a pranzo, sia a cena; esso viene preparato sia nelle case, sia nei ristoranti, sia dai venditori di cibo da strada. Tradizionalmente, la preparazione dello nshima è un lungo processo che richiede l'essiccazione del mais, la fuoriuscita dei noccioli dai chicchi del mais, la loro tostatura e, infine, la loro cottura. L'accompagnamento dello nshima è spesso molto semplice e può constare di foglie di zucca o di un particolare condimento chiamato chibwabwa. Il contorno allo nshima può anche essere chiamato katapa, kalembula e tente; il contorno realizzato con verdure a foglia verde è anche chiamato delele ed è molto diffuso anche nella cucina mozambicana. Esiste uno specifico accompagnamento (usato soprattutto per i piatti a base di verdure e di funghi), chiamato chidulo e costituito da foglie secche di banana e da gambi di mais che vengono tesi e a cui viene aggiunta dell'acqua; il prodotto così ottenuto ha un sapore che ricorda quello dell'aceto. Alla salsa chidulo può essere aggiunta una polvere chiamata Kutendela, prodotta a partire dalle arachidi crude.
L'ifisashi è un altro cibo piuttosto comune nello Zambia; si tratta di uno stufato a base di verdure a foglia verde e di arachidi che viene spesso servito insieme allo nshima. Accanto a questa versione base, vegetariana, dell'ifisashi, può essere aggiunta della carne cotta. Anche il samp, costituito da semi di mais opportunamente lavorati e tritati, è un piatto consumato piuttosto spesso nello Zambia.
La kapenta, nome dato ad una piccola sardina originaria del lago Tanganyika, è stata recentemente introdotta nei laghi dello Zambia ed è uno dei cibi più frequentemente consumati (a volte dopo essiccazione e successiva cottura, altre volte con cottura diretta). Anche i ventrigli sono un alimento piuttosto popolare nel Paese. Piuttosto diffuso è anche il consumo di animali invertebrati, in particolare le cimici o il cosiddetto verme mopani.

### Bevande alcoliche
Nello Zambia, la birra tradizionale è a base di mais. Un tempo, ogni abitante del villaggio preparava il proprio recipiente per la birra che veniva poi messo a disposizione degli altri abitanti del villaggio. La birra a base di mais è commercializzata a Lusaka sotto forma di due brand in particolare: Chibuku, Shake-Shake, Mosi e Rhino. Il primo festival nazionale della birra ha avuto luogo il 25 settembre 2009 al Barclays Sports Complex di Lusaka.

## Storia
L'uso del mais per preparare lo nshima è da datare alla seconda metà del XX secolo. Le tribù bantu del popolo Bemba, che vive in quello che oggi è il territorio dello Zambia, tradizionalmente si cibavano degli alimenti che avevano a disposizione a seconda delle condizioni meteo-climatiche. I pasti delle popolazioni Bemba includevano una sorta di porridge pastoso a base di una semola di miglio chiamata ubwali; a questo piatto faceva spesso da contorno il cosiddetto umunani, in genere uno stufato a base di verdure, pesce, carne e talvolta insetti. L'ubwali veniva consumato in quasi ogni pasto, in genere con un solo tipo di contorno alla volta; l'umunani era cotto con sale e, talvolta, con un particolare tipo di legumi della famiglia Fabaceae.
Le tribù Bemba generalmente non consumavano cibo crudo; il sapore dei loro piatti era in genere delicato e solo occasionalmente risultava speziato o acido. La birra costituiva una bevanda di aggregazione sociale per i Bemba ed era prodotta soprattutto durante i periodi di siccità e di conseguente carestia.
I Chewa, gruppo etnico della zona presente massicciamente anche in Malawi, sono soliti consumare un porridge simile all'ubwali ma chiamato nsima (la quale è una delle tante denominazioni del piatto principe dell'Africa orientale, ovvero l'ugali). Il popolo dei Tonga, presente in Zambia e Zimbabwe, per tradizione si ciba frequentemente di insetti cotti e spesso essiccati.